# Jüdischer Friedhof (Merlebach)

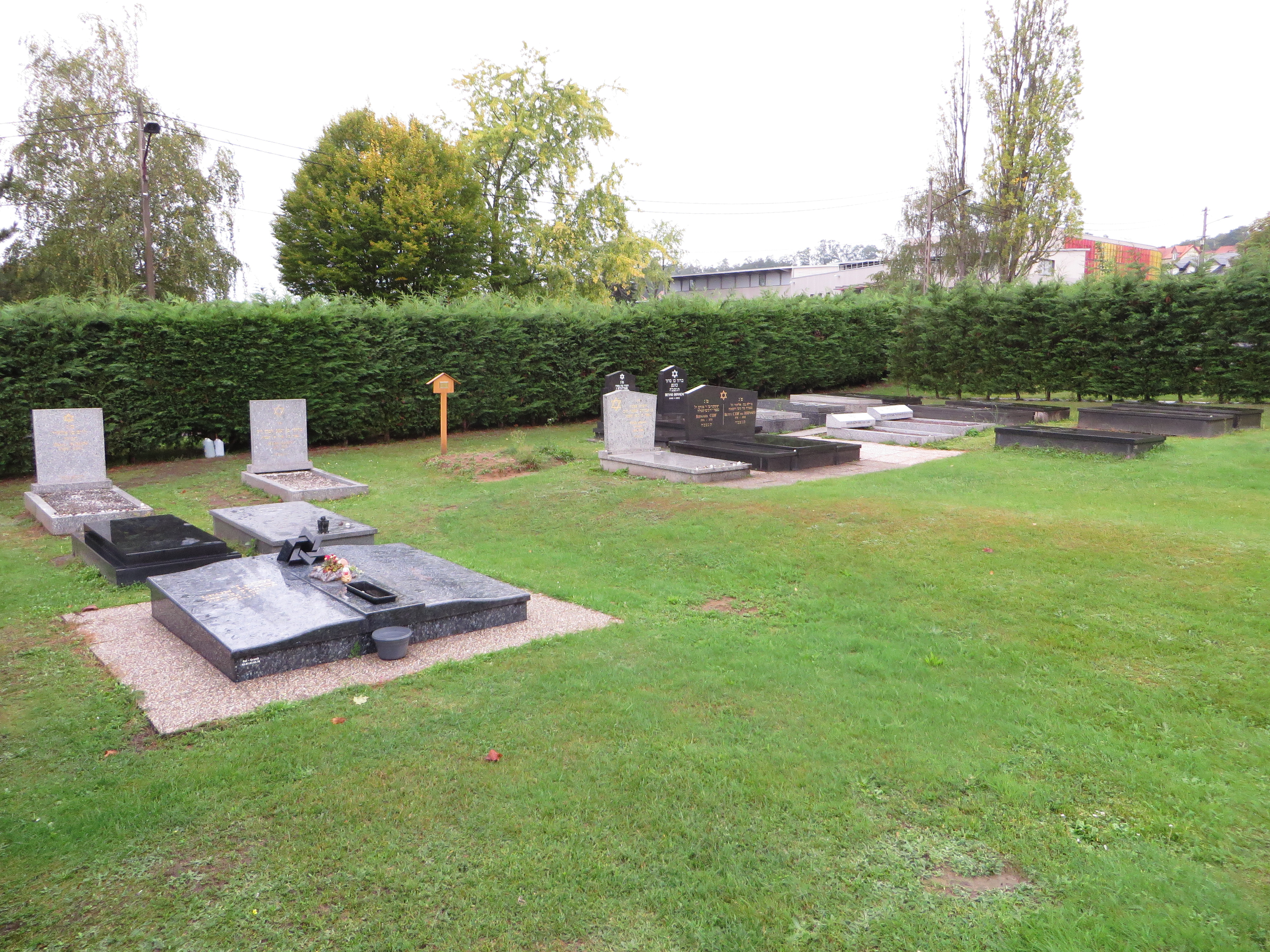
Jüdischer Friedhof in Merlebach

Der Jüdische Friedhof in Merlebach, einem Ortsteil der französischen Gemeinde Freyming-Merlebach im Département Moselle in der historischen Region Lothringen, wurde als Teil des kommunalen Friedhofs angelegt.
Da es keine jüdischen Bewohner mehr im Ort gibt, wird der jüdische Friedhof nicht mehr belegt.